# Ramón Sopko
Ramón Sopko (né le 6 avril 1981 dans la ville de Košice en Tchécoslovaquie aujourd'hui ville de Slovaquie) est un gardien de but professionnel et un entraineur de hockey sur glace.

## Carrière en club
Il commence sa carrière en 1995 en jouant pour l'équipe junior de sa ville natale le HC Košice. Il joue également par la suite avec l'équipe du HK VTJ Spisská Nová Ves et fait ses débuts professionnels avec l'équipe sénior de cette dernière équipe en jouant dans le championnat de première division (1. liga) en 2000.
Il fait ses débuts dans la ligue Élite de son pays avec son équipe formatrice l'année d'après et jouera dans son pays jusqu'à la fin de la saison 2003-2004. Il rejoint alors la Ligue Magnus, ligue élite française et joue une saison avec l'équipe des Diables Noirs de Tours.
À l'issue de cette saison, il signe avec les Dragons de Rouen et devient leur gardien titulaire. Lors de la saison 2005-2006, les Dragons remportent la Coupe Magnus et Ramón Sopko gagne le titre de meilleur gardien de la ligue, le trophée Jean-Ferrand. Il a remporté la Magnus 2008 ainsi que la Coupe de la Ligue 2008.
En 2009, il intègre l'effectif des Diables Rouges de Briançon. Grenoble bat 1-0 les Diables Rouges lors du Match des Champions à Mulhouse. Rouen vainqueur de la Coupe de la Ligue éliminent les diables rouges en demi-finale. Le 31 janvier 2010, les diables rouges affrontent Rouen en finale de la Coupe de France au Palais omnisports de Paris-Bercy. Luc Tardif Jr. ouvre le score pour les dragons mais Marc-André Bernier égalise et à l'issue des prolongations le score est d'un but partout. Sopko stoppe les deux des trois premiers tirs au but adverses, le troisième étant non cadré. Le troisième tireur briançonnais, le capitaine Edo Terglav qui n'a quasiment pas joué du match parvient à déjouer Trevor Koenig. Briançon remporte la Coupe de France, premier titre majeur de l'histoire du club.
Lors de l'intersaison 2010-2011, le club connaît de graves problèmes financiers avant d'être sauvé et maintenu en Ligue Magnus lors du mois d'août. Les joueurs dont Sopko acceptent de baisser leurs salaires et décident de poursuivre l'aventure avec les Diables Rouges. Rajeunie, l'équipe réalise un beau parcours en Coupe de la Ligue avant de s'incliner en finale contre les Brûleurs de Loups de Grenoble 4-3.
En 2011-2012 il signe avec les Ducs de Dijon.
Après un début de saison difficile, Ramon Sopko justifie son statut de gardien talentueux en réalisant des performances de haut-niveau.
Il remporte la coupe de France 2012. Son club est éliminé en quarts de finale de la ligue Magnus par les Brûleurs de loups de Grenoble.
Lors de l'intersaison, Ramon Sopko est courtisé par plusieurs clubs de Ligue Magnus(Grenoble, Villard de Lans, Epinal), mais l'intéressé décide de quitter la France pour la Pologne.
Le 20 avril 2015, le Hockey Club Neuilly-sur-Marne 93 annonce avoir signé un contrat avec Ramón Sopko.
Le 05 mai 2020, Les Sangliers Arvernes de Clermont-Ferrand annoncent Ramon Sopko en tant qu' entraineur et gardien de but.
En août 2021, il est nommé entraîneur-adjoint de Daniel Sedlák chez les Diables Rouges de Briançon.

## Carrière internationale
Il représente la Slovaquie lors des championnats du monde moins de 18 ans de 1999 . Il est alors remplaçant de Peter Hamerlik.

## Honneurs personnels
- Ligue Magnus
  - 2010 : sélectionné dans l'équipe étoile des joueurs étrangers.
  - 2010 : remporte le trophée Jean-Ferrand.
  - 2008 : sélectionné dans l'équipe étoile des joueurs étrangers.
  - 2007 : sélectionné dans l'équipe étoile des joueurs étrangers.
  - 2006 : sélectionné dans l'équipe étoile des joueurs étrangers.
  - 2006 : remporte le trophée Jean-Ferrand.
  - 2005 : sélectionné dans l'équipe étoile des joueurs étrangers.